# Otto I de Meissen
Otto I (n. secolul al XI-lea – d. 1067) a fost margraf de Meissen de la 1062 până la moarte, fiind cel de al doilea margraf provenit din familia conților de Weimar și Orlamünde.

## Biografie
Otto era fiul mai tânăr al contelui Wilhelm al III-lea de Weimar și al soției sale, Oda, fiica margrafului Thietmar de Ostmark. El a moștenit comitatul Orlamünde de la tatăl său în 1039 și Weimar în 1062 de la fratele său mai mare, Wilhelm al II-lea. Apoi Otto a fost desemnat de împăratul Henric al IV-lea ca succesor al fratelui său, Wilhelm, și margraf de Meissen. De asemenea, Otto a devenit și „vogt” în Merseburg în 1066.

## Căsătorie și descendenți
Otto s-a căsătorit înainte de 1060 cu Adela, fiică a contelui Lambert al II-lea de Leuven. Cuplul a avut trei fiice:
- Oda (d. 1111), căsătorită cu Ekbert al II-lea de Meissen (Casa de Brunon);
- Cunigunda (n. 1055 – d. 1140), căsătorită întâi cu Iaropolk Iziaslavici, fiul cneazului Iziaslav I de Kiev, a doua oară cu Kuno de Northeim și a treia oară cu Wiprecht de Groitzsch;
- Adelaida (d. 1100), căsătorită pe rând cu contele Adalbert al II-lea de Ballenstedt (Casa de Ascania), contele Herman al II-lea de Lotharingia și Henric al II-lea de Laach; după moartea celui din urmă, Adelaida s-a căsătorit cu margraful Dedi I de Luzacia, fratele vitreg al lui Otto.